# Nachal Mizra
Nachal Mizra (hebrejsky: נחל מזרע) je vádí, v Dolní Galileji, v severním Izraeli.
Začíná na jižním okraji města Nazaret v nadmořské výšce okolo 300 metrů, v jižní části pohoří Harej Nacrat (Nazaretské hory). Vádí směřuje k jihu prudce klesající soutěskou podél západních svahů hory Har Kidumim. Za ní vstupuje do rovinaté krajiny zemědělsky využívaného Jizre'elského údolí, stáčí se k jihozápadu a ze severu míjí vesnice Mizra a Tel Adašim. Z jihu sleduje v jistém odstupu okraj Nazaretských hor s vesnicemi Ginegar a Sarid a uprostřed údolí pak ústí zprava do přehradní nádrže Ma'agar Kfar Baruch, která stojí na řece Kišon jihovýchodně od vesnice Kfar Baruch.